# Demir Kapija
Demir Kapija (kyrillisch Демир Капија; albanisch Demir Kapia, indefinit Demir Kapi; türkisch Demir Kapı ‚Eisernes Tor‘) ist ein Dorf und eine Gemeinde in Nordmazedonien. Das Dorf liegt am Zusammenfluss des Bosavica in den Vardar. Sie liegt im Südosten des Landes nahe der Grenze zu Griechenland. Unweit des Dorfes befand sich die mittelalterliche Festung Prossek, in der die autonomen Feudalherren Dobromir Chrysos und Stres regierten.

## Bevölkerung
Die Gemeinde Demir Kapija hat nach der Volkszählung von 2002 4545 Einwohner, davon sind 87,9 % Mazedonier und 3,9 % Türken.

## Kultur
Früher war das Dorf auch als Stenas (Schlucht) und Prosek bekannt. Eine Sehenswürdigkeit ist die Höhle Bela Voda.

## Tourismus und Sport
Seit Beginn der 2010er Jahre hat sich in der Region ein sanfter Klettertourismus entwickelt. Das örtliche Klettergebiet wurde stark erweitert und umfasst auch Mehrseillängen.

## Verkehr
Demir Kapija liegt an der Hauptverkehrsachse des Balkan. Die Autobahn E75 von Budapest über Belgrad und Skopje Richtung Thessaloniki und die streckengleiche Bahnlinie führen hier durch das „Eiserne Tor“ am Vardar. 3 Züge pro Tag verkehren nach Skopje, einer davon bis Belgrad. Außerdem gibt es Busverbindungen nach Skopje.